# Vývržek

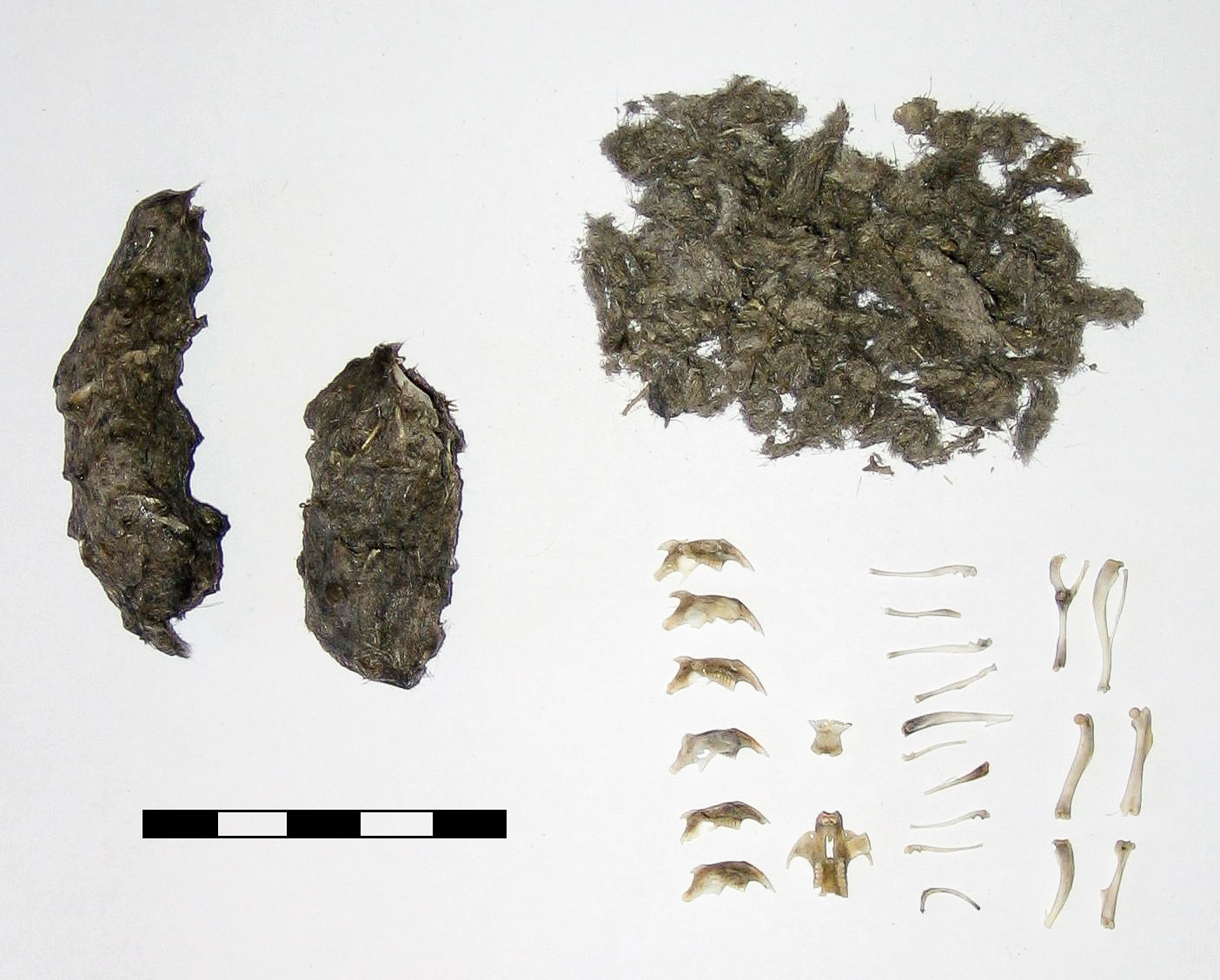
Vývržek kalouse ušatého, vpravo jeho obsah

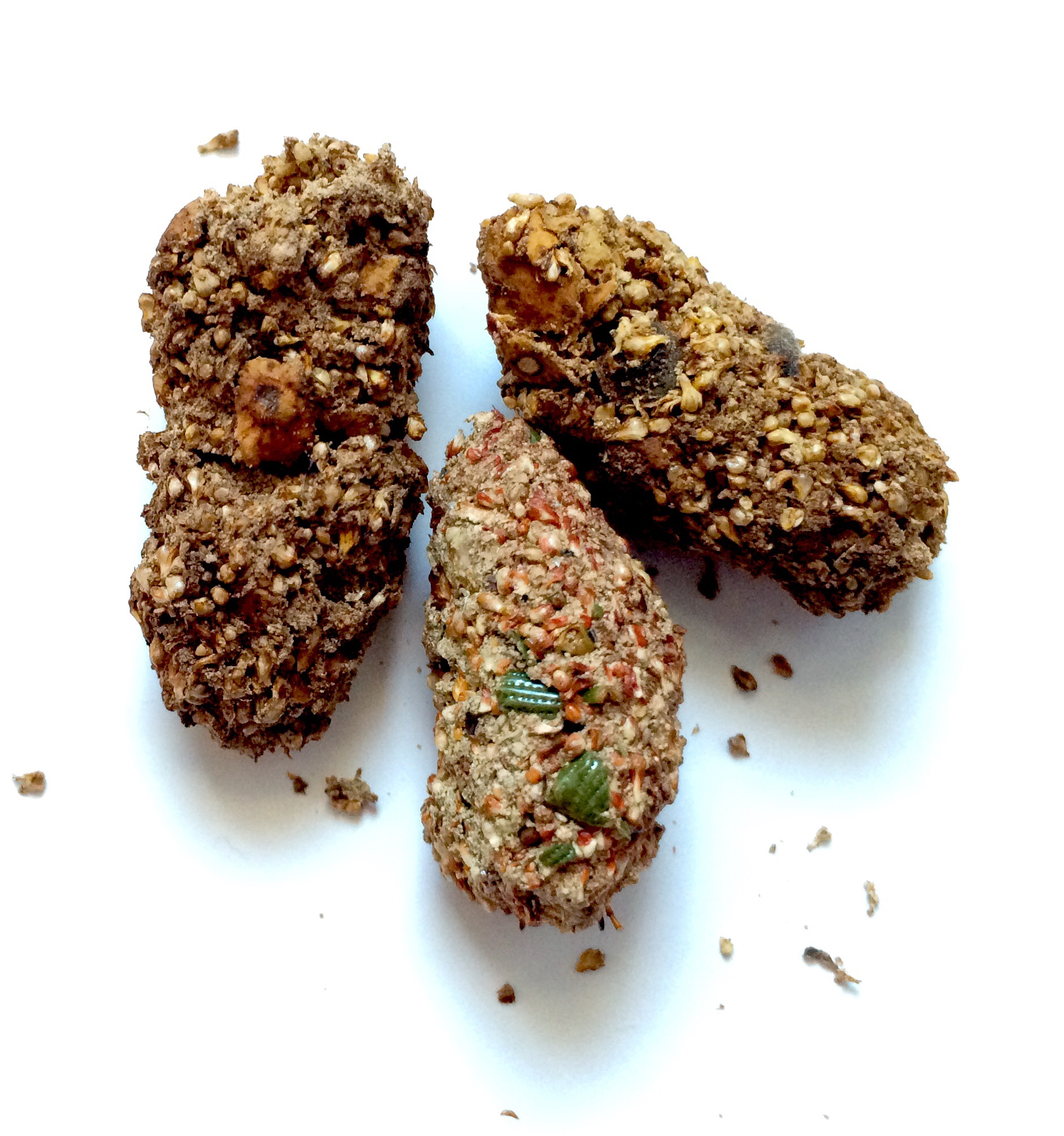
Až třícentimetrové vývržky flétňáka stračího obsahující kosti, srst, semena a rostliny

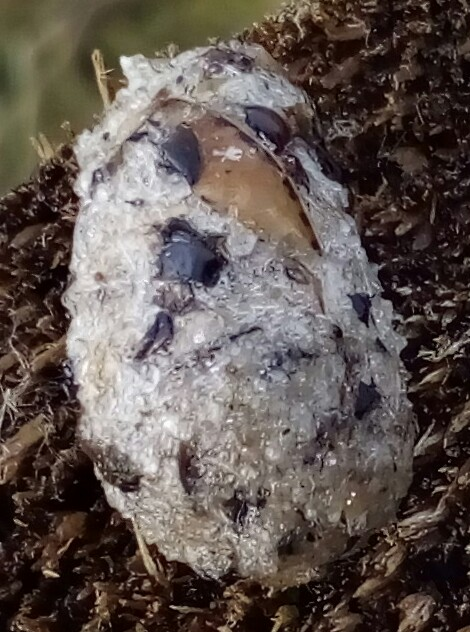
Vývržek ledňáčka říčního

Vývržek je chuchvalec nestravitelných složek potravy vydávený ze svalnatého žaludku masožravých a hmyzožravých ptáků. Mívá podobu válečku a může připomínat trus.
Vývržky obsahují především kosti, chlupy a zuby savců, peří, šupiny ryb aj. Žaludeční šťáva v žaludku některých ptáků je neumí strávit, a proto se jich tělo takto zbavuje.
Vývržky vyvrhují především ptáci z řádu sovy (Strigiformes), sokoli (Falconiformes) a dravci (Accipitriformes), ale i například ledňáčci, někteří krkavcovití a mořští ptáci (např. racci nebo trubkonosí). Vývržky sov obsahují oproti vývržkům dravců mnohem více kostí.
Vývržky složené z nestrávených chitinózních částí exoskeletu hmyzu byly zdokumentovány například u červnky, drozda, jiřičky, kosa, pěnice, rákosníka, rehka, slavíka, ťuhýka a vlaštovky.
Vývržky se vyskytují tam, kde ptáci žijí. Podle jejich tvaru a obsahu, například drobných kostí, lze poznat druh ptáka a lze také usuzovat na složení jeho potravy, a tedy i výskyt (lovených) živočichů v dané lokalitě. Proto mají značnou hodnotu pro zoology.